# David Carry
David Robert Carry (Aberdeen, Escocia, 8 de octubre de 1981) es un nadador olímpico escocés, retirado, que competía en natación especialista en estilo libre. Fue olímpico tras participar en los Juegos Olímpicos de Atenas 2004, Pekín 2008 y Londres 2012 en la prueba de 400 metros braza y 4x200 metros estilos.
Se proclamó subcampeón de Europa en el año 2006 con el equipo de 4x200 metros estilo.
En el 2008 se proclamó subcampeón mundial en la prueba de 4x200 metros libres.
Ha participado en dos ocasiones en los Juegos de la Mancomunidad, en el año 2006 y 2010, acumulando un total de 5 medallas (2 oros, 2 platas y un bronce).
Se casó en 2012 con la nadadora medallista olímpica Keri-Anne Payne.

## Palmarés internacional
| Campeonato Mundial de Natación en Piscina Corta | Campeonato Mundial de Natación en Piscina Corta | Campeonato Mundial de Natación en Piscina Corta | Campeonato Mundial de Natación en Piscina Corta |
| Año                                             | Lugar                                           | Medalla                                         | Prueba                                          |
| ----------------------------------------------- | ----------------------------------------------- | ----------------------------------------------- | ----------------------------------------------- |
| 2008                                            | Manchester ( Inglaterra)                        | Medalla de plata                                | 4x200 m libres                                  |
| Campeonato Europeo de Natación                  |                                                 |                                                 |                                                 |
| 2006                                            | Budapest ( Hungría)                             | Medalla de plata                                | 4x200 m libres                                  |
| Juegos de la Mancomunidad                       |                                                 |                                                 |                                                 |
| 2006                                            | Melbourne ( Australia)                          | Medalla de oro                                  | 400 m libres                                    |
| 2006                                            | Melbourne ( Australia)                          | Medalla de oro                                  | 400 m estilos                                   |
| 2006                                            | Melbourne ( Australia)                          | Medalla de plata                                | 4x200 m libres                                  |
| 2010                                            | Nueva Delhi ( India)                            | Medalla de plata                                | 4x200 m libres                                  |
| 2010                                            | Nueva Delhi ( India)                            | Medalla de bronce                               | 400 m libres                                    |